# Ribes pringlei
Ribes pringlei är en ripsväxtart som beskrevs av Joseph Nelson Rose. Ribes pringlei ingår i släktet ripsar, och familjen ripsväxter. Inga underarter finns listade i Catalogue of Life.